# Quasiisomorphismus
Im mathematischen Teilgebiet der homologischen Algebra ist ein Quasiisomorphismus eine Kettenabbildung zwischen zwei Kettenkomplexen, die Isomorphismen zwischen den Homologiegruppen induziert.

## Definitionen
Es seien {\displaystyle C=(C_{n},d_{n})_{n\in \mathbb {Z} }} und {\displaystyle {\tilde {C}}=({\tilde {C}}_{n},{\tilde {d}}_{n})_{n\in \mathbb {Z} }} zwei Kettenkomplexe einer festen abelschen Kategorie, zum Beispiel der Kategorie der Linksmoduln über einem festen Ring.
Es sei {\displaystyle f=(f_{n})_{n\in \mathbb {Z} }} eine Kettenabbildung, das heißt für alle {\displaystyle n} kommutiert das Diagramm
{\displaystyle {\begin{array}{ccc}C_{n}&{\xrightarrow {d_{n}}}&C_{n-1}\\\downarrow _{f_{n}}&&\downarrow _{f_{n-1}}\\{\tilde {C}}_{n}&{\xrightarrow {{\tilde {d}}_{n}}}&{\tilde {C}}_{n-1}\end{array}}}.
Die Kettenabbildung {\displaystyle f} induziert auf natürliche Weise Homomorphismen {\displaystyle f_{n,*}\colon H_{n}(C)\rightarrow H_{n}({\tilde {C}})} zwischen den Homologiegruppen. Man nennt {\displaystyle f} einen Quasiisomorphismus, falls alle {\displaystyle f_{n,*}} sogar Isomorphismen sind.
Für Kokettenabbildungen {\displaystyle f=(f_{n})_{n\in \mathbb {Z} }} zwischen Kokettenkomplexen {\displaystyle C=(C^{n},d_{n})_{n\in \mathbb {Z} }} und {\displaystyle {\tilde {C}}=({\tilde {C}}^{n},{\tilde {d}}_{n})_{n\in \mathbb {Z} }} erhält man Homomorphismen {\displaystyle f_{n}^{*}\colon H^{n}(C)\rightarrow H^{n}({\tilde {C}})}, und man nennt {\displaystyle f} einen Quasiisomorphismus, falls alle {\displaystyle f_{n}^{*}} Isomorphismen der Kohomologiegruppen sind.

## Eigenschaften
- Sind die Kettenabbildungen selbst schon Isomorphismen, das heißt haben eine Inverse, so sind die induzierten Homomorphismen zwischen den (Ko)Homologiegruppen trivialerweise Isomorphismen. Daher sind Isomorphismen zwischen (Ko)kettenkomplexen Quasiisomorphismen, die Umkehrung gilt nicht, wie das nächste Beispiel zeigt.
- Ist {\displaystyle C=(C^{n},d_{n})_{n\in \mathbb {Z} }} ein beliebiger azyklischer Komplex und bezeichnet {\displaystyle 0} den Null-Komplex, der nur aus Nullobjekten besteht, so ist die Null-Abbildung {\displaystyle f\colon C\rightarrow 0} trivialer Weise ein Quasiisomorphismus, denn alle Homologiegruppen sind {\displaystyle 0}. Für jeden nicht-trivialen azyklischen Komplex erhält man hiermit also ein Beispiel für einen Quasiisomorphismus, der kein Isomorphismus der Kettenkomplexe ist.
- Verkettungen von Quasiisomorphismen sind wieder Quasiisomorphismen, wie man mittels der Funktorialität der Homologiegruppen leicht beweisen kann. Quasiisomorphismen haben aber in der Regel keine Umkehrungen, wie das obige Beispiel der Null-Abbildung zwischen einem nicht-trivialen azyklischen Komplex und dem Null-Komplex zeigt.
- Quasiisomorphismen spielen bei der Definition der derivierten Kategorie eine Rolle, siehe dort.